# 증산초등학교 (경남)
증산초등학교는 대한민국 경상남도 양산시에 있는 공립 초등학교이다.

## 연혁
- 2014년 1월 15일 : 증산초등학교 착공
- 2015년 2월 26일 : 증산초등학교 준공
- 2015년 3월 1일 : 증산초등학교 개교